# Quelli della montagna
Quelli della montagna è un film del 1943 diretto da Aldo Vergano con la supervisione di Alessandro Blasetti.

## Trama

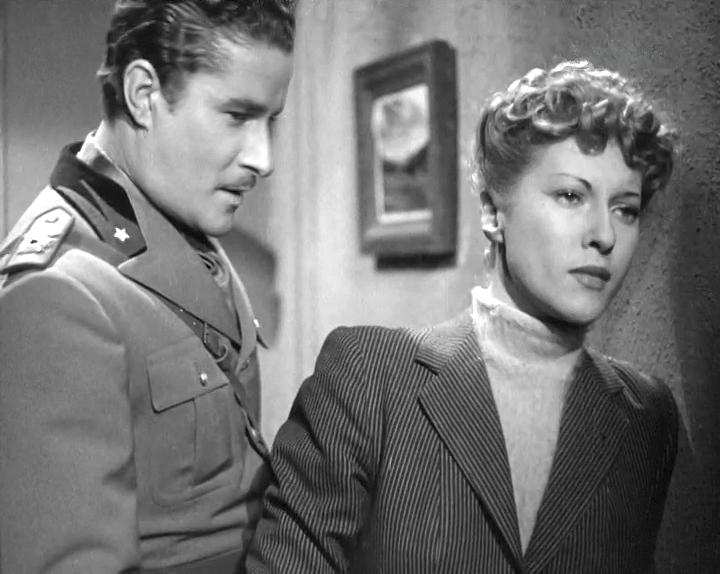
Fontana (Amedeo Nazzari) e Maria (Mariella Lotti)

Il giovane e brillante avvocato Fontana, che si è appena sposato con Maria, riceve il richiamo militare e deve presentarsi presso la sua unità alpina; la giovane moglie, per stargli vicino, va ad alloggiare nella stessa località montana dove egli è in addestramento. Qui Fontana, richiamato col grado tenente, mal sopporta la vita militare e per questo entra in conflitto con i suoi superiori ed in particolare col Capitano Sandri. I rapporti si aggravano quando Fontana scopre che il fratello di Sandri, morto l'anno prima in un incidente di montagna, era stato in precedenza fidanzato con Maria.
Le tensioni che si accumulano portano all'emarginazione di Fontana da parte dei suoi commilitoni, uniti da un forte spirito di corpo, ed al raffreddamento della relazione con la moglie. Anche il trasferimento dell'unità al fronte non migliora i rapporti tra i soldati. Ma durante un'azione di guerra rischiosissima, Fontana si comporta eroicamente, scegliendo di far prevalere i propri doveri rispetto ai sentimenti personali. Riuscirà in questo modo a salvare a sua unità, anche se Sandri cadrà nella battaglia. Col suo comportamento guadagnerà la stima dei commilitoni e ritroverà l'amore della giovane moglie.

## Produzione

### Soggetto e sceneggiatura
Quelli della montagna nasce da un soggetto scritto da Cino Betrone, a cui il film fu dedicato nei titoli di testa. Militante fascista, figlio dell'attore Annibale Betrone che ebbe anche una piccola parte nel film, e persona legata alla cinematografia (aveva curato il montaggio ed era stato aiuto regista di alcune pellicole tra cui Piccoli naufraghi, Diamanti e Tosca), egli si era arruolato volontario negli Alpini quando l'Italia aveva aggredito la Grecia ed era caduto sul fronte albanese nel febbraio del 1941.
Nel clima di propaganda del tempo questo film venne quindi in qualche caso presentato come il «testamento spirituale» dell'autore, un «giovanissimo che ha sacrificato la sua nobile vita per la Patria». A partire dal testo originario, che tuttavia non venne citato nei titoli di testa in quanto secondo Blasetti e Cottafavi si trattava di uno spunto appena accennato, molti misero mano alla sceneggiatura, modificando alquanto la trama originale. Oltre a quelli accreditati, vi lavorarono senza comparire il futuro regista Cottafavi, che qui fu anche, assieme a Nino Fatiganti, assistente alla regia, ed il giornalista Domenico Meccoli. 

### Riprese
Il film fu realizzato dalla Lux Film, una delle due società di produzione più importanti, assieme alla Scalera, della cinematografia italiana dell'epoca.

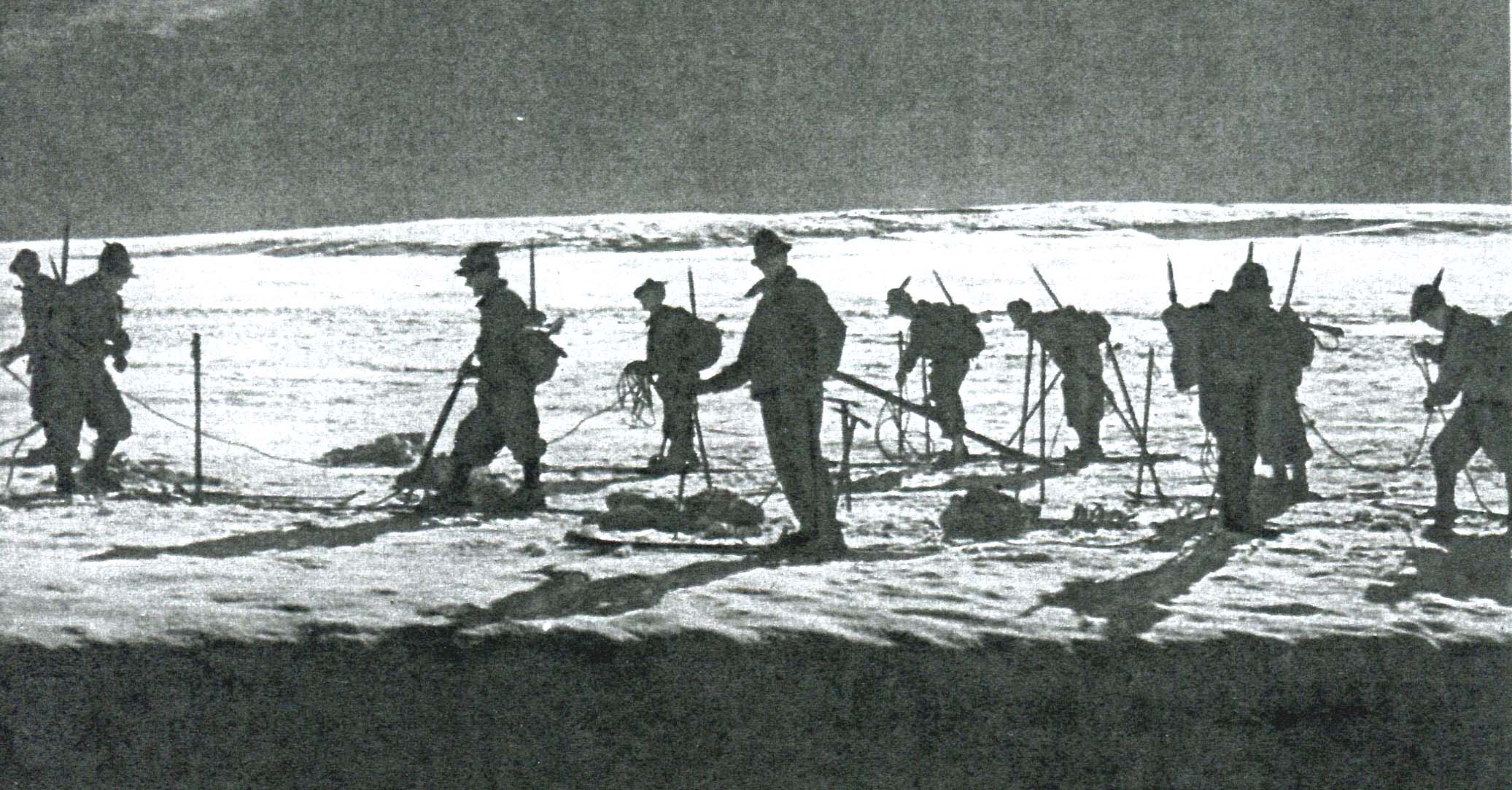
Le scene di alta montagna furono girate sul Monte Bianco con l'assistenza tecnica delle truppe alpine

La lavorazione iniziò alla fine di settembre 1942 con la realizzazione degli esterni a Courmayeur, dove furono girate, utilizzando ambienti del Monte Bianco, le scene di alta montagna. Poi le riprese continuarono a Cinecittà fino alla fine del 1942.. 

### Interpreti
Mentre le prime notizie sul film citavano quali interpreti Gino Cervi e Luisa Ferida, (e come regista Calzavara), la scelta definitiva cadde su Nazzari che, nonostante non fosse aderente al fascismo, era apprezzato per il suo patriottismo, tanto da accettare, nello stesso 1942, di essere protagonista del documentario di propaganda Ninna nanna, papà sta in guerra, ora perduto. A Nazzari fu affiancato nel ruolo del capitano (grado che egli aveva effettivamente avuto nel 1915 - 18) Mario Ferrari, specialista in ruoli di militare esperto e severo (L'uomo della legione, Piccolo alpino, Giarabub), e Mariella Lotti nel contesto sentimentale.

### Altri apporti
Il ruolo di supervisore di Blasetti fu dovuto alla sua volontà di sostenere nella seconda prova registica l'ancora inesperto Aldo Vergano, che aveva collaborato con lui sin dalla fine degli anni venti nella rivista cinematografo e poi come sceneggiatore di Sole.
(Alessandro Blasetti)
Secondo qualche critico cinematografico la scelta di Vergano alla regia concorse ad evitare al film un'enfasi eccessivamente patriottica, dato che si trattava di un intellettuale contrario al regime. Il film venne prodotto con notevoli appoggi da parte delle strutture militari, avendo ricevuto il patrocinio del Ministero della guerra e l'assistenza dell'Ispettorato delle Truppe Alpine e della Scuola Militare di Alpinismo di Aosta.

### Contesto storico
Quelli della montagna figurò tra le opere promosse dal Comitato per il cinema di guerra e politico, creato nel maggio 1941, un anno dopo l'entrata in guerra dell'Italia, presso il Ministero della cultura popolare con l'intento di sollecitare il mondo cinematografico a realizzare opere di celebrazione delle gesta militari italiane (nonché anti ebraiche) sia con lungometraggi che con documentari. 

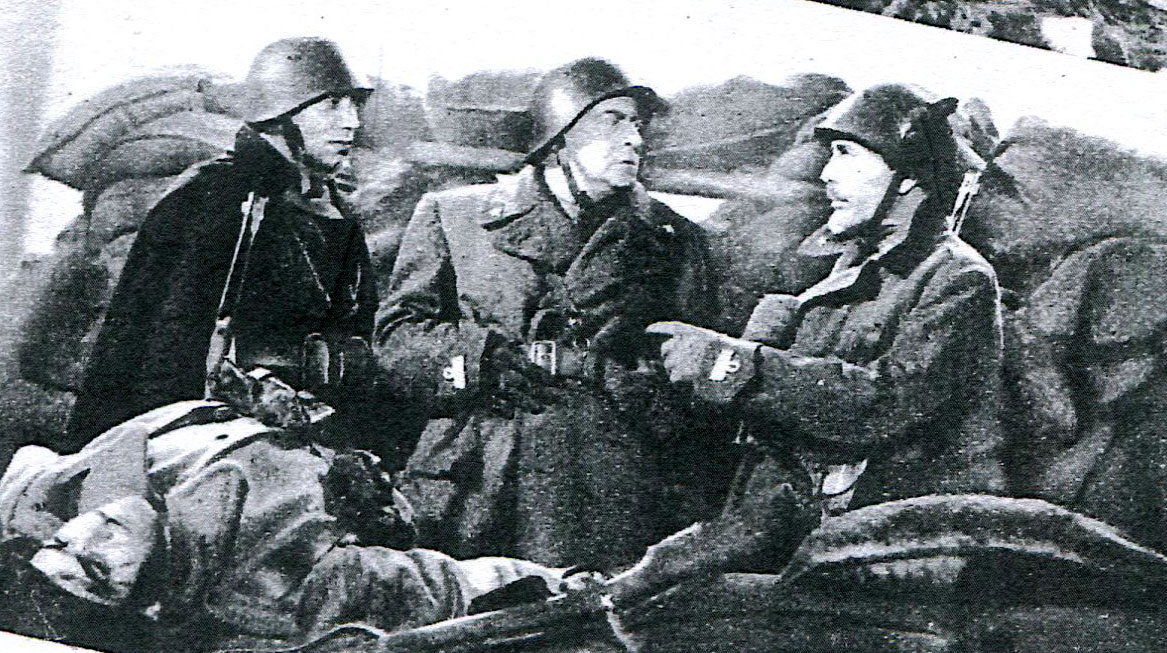
Foto di scena in cui compaiono Cesco Baseggio e Mario Ferrari

L'auspicio del regime per una grande fioritura di film patriottici era stato inizialmente presentato come «l'aspirazione di un popolo fatto di fratelli, congiunti, amici al fronte e che non può dilettarsi di temi estranei alla sua fede ed ai suoi ideali», ma restò sostanzialmente inascoltato, dato che alla fine del 1942 persino i suoi fautori dovettero constatare come «allo stato delle cose, occorre concludere che teatro e cinematografo non serviranno a nulla per documentare gli anni di questa guerra».
Ed in effetti tra i 319 film editi in Italia dal 1940 al 1943 i film "di guerra" non furono neanche 20 e neppure quelli furono «baldanzosi, trionfalistici o mitizzanti; se c'è l'epica è sommessa ed il clima non è penetrato da un tripudio di ottimismo». Tra essi solo due si occuparono delle truppe alpine: l'altro fu I trecento della Settima (1943) di Baffico, mentre nel 1935 era uscito Le scarpe al sole, dedicato però alla guerra precedente, così come Piccolo alpino.

## Accoglienza
Quelli della montagna, la cui lavorazione era terminata all'inizio del 1943, uscì nelle sale nella primavera dello stesso anno (la "prima" avvenne il 15 marzo). Trattandosi di un'opera essenzialmente propagandistica, venne unanimemente lodato dalla critica del tempo. Pur in un periodo reso difficile dagli eventi bellici ottenne anche un discreto risultato commerciale. 

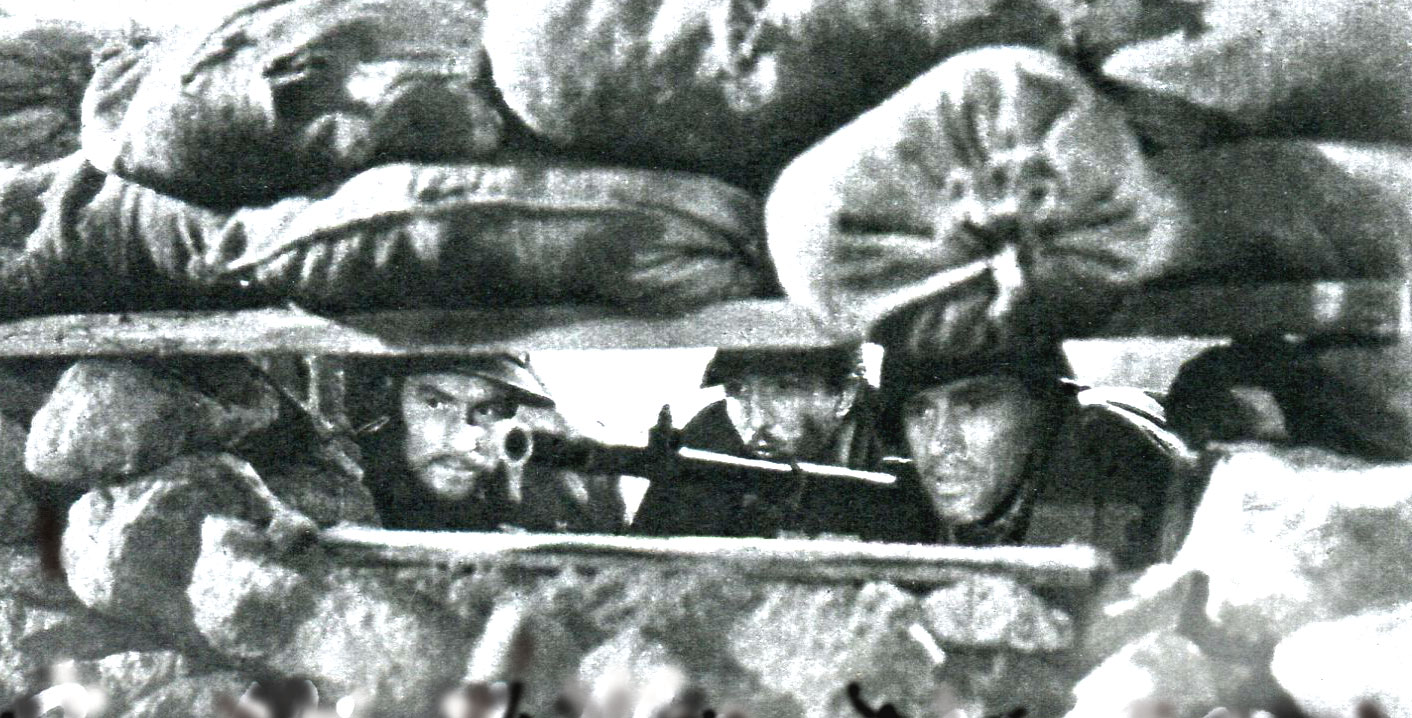
Ancora una foto di scena bellica

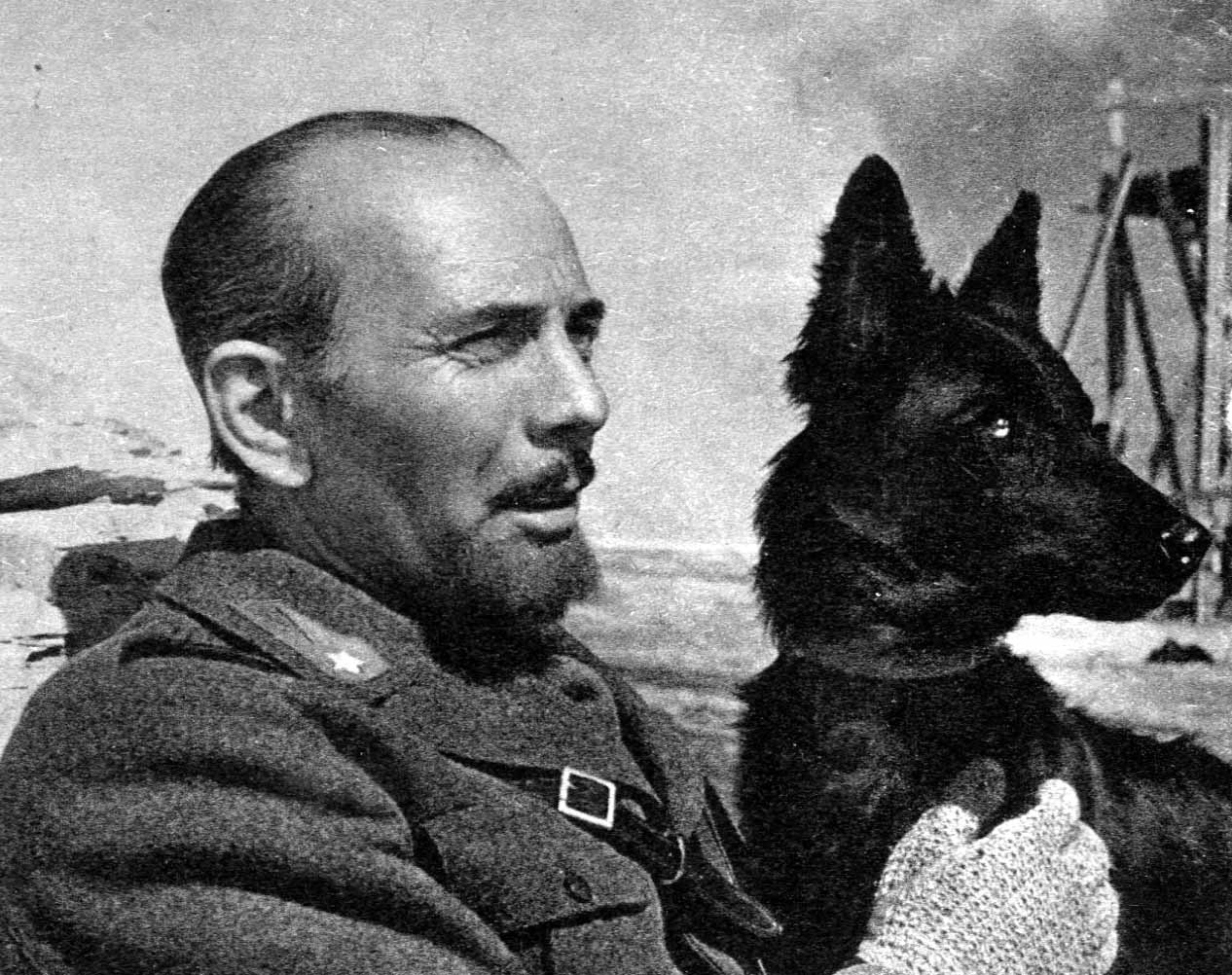
Mario Ferrari ed il cane "alpino" Moschettone

### Critica contemporanea
Il giudizio più convinto sul film fu de La Stampa che lodò «il nobilissimo compito di esaltare attraverso la suggestione dello schermo l'arma alpina che suscita la fierezza o l'orgoglio di ogni italiano». Altri critici, nonostante il clima bellico, vollero comunque riconoscergli il merito di aver evitato un'eccessiva enfasi retorica, come il Corriere della sera secondo cui «l'elogio dell'alpino è stato condotto con una semplicità encomiabile (con) uno stile del film asciutto, rapido, antiretorico» o, ancora di più, Film:  «Opere come Quelli della montagna svelenano, purificano, guariscono dalla nevrastenia, danno un senso di benessere generale. La materia è tratta con gusto, sobrietà e fantasia. Cadere negli abissi spalancati della retorica sarebbe stato facilissimo, invece tutto il film si regge su un tono commovente, umano ed anti convenzionale (dove) nessuno pensa alla propaganda».
Di parere diverso invece il futuro regista Giuseppe De Santis, secondo il quale «il film, pur conservando dei meriti di scioltezza e vivacità, pecca talvolta di incoerenza psicologica, s'abbandona ad una diffusa faciloneria, rimescola vecchi schemi che sembrano quasi convenzioni in questi casi. Gli uomini non sono colti nelle loro sofferenza quotidiane, ma secondo leggi di una vecchia meccanica».

### Risultato commerciale
Sulla base dati disponibili il film di Vergano e Blasetti incassò circa 2.800.000 lire dell'epoca, risultato che, pur situandolo lontano dalle pellicole più viste del 1943 (in base agli stessi dati il film di maggiore successo commerciale fu Harlem di Carmine Gallone, anch'esso rientrante nel filone propagandistico, che superò i 10 milioni), gli consentì comunque di superare molti altri titoli del periodo e di avere delle "teniture" di tutto rispetto a Roma e Milano.

### Critica successiva
Nei giudizi retrospettivi Quelli della montagna viene annoverato tra le opere di propaganda militare del regime ed anche sotto l'aspetto artistico le critiche non sono positive. «Nonostante la supervisione di Blasetti, è un film modesto, piatto nelle scene movimentate, zoppicante nella tessitura», mentre, secondo il Mereghetti «scade nella più scontata retorica patriottarda quando lo sviluppo della storia mette in campo l'inevitabile eroismo degli Alpini (in un) irrisolto tentativo di mescolare melodramma matrimoniale ed esigenze propagandistiche».